# Algebraický prvek
Algebraický prvek je pojem z matematiky, respektive z jejího podoboru zvaného obecná algebra. Jedná se o zobecnění pojmu
algebraické číslo pro jiná tělesa než pro těleso racionálních čísel. Je-li L nadtěleso tělesa K, pak prvek a z tělesa L se nazývá algebraický nad K, pokud existuje nenulový mnohočlen {\displaystyle g(x)} s koeficienty z K takový, že a je jeho kořenem, tedy že {\displaystyle g(a)=0}. Prvky nadtělesa L, které nejsou algebraické nad K, se označují transcendentní nad K.

## Příklady
- Pro těleso racionálních čísel a jeho nadtěleso tvořené komplexními čísly jsou algebraickými prvky právě ta čísla označovaná jako algebraické číslo a transcendentními prvky právě ta čísla označovaná za transcendentní číslo.
- Druhá odmocnina ze dvou je algebraická nad tělesem racionálních čísel, neboť je kořenem mnohočlenu {\displaystyle g(x)=x^{2}-2}, jehož koeficienty jsou racionální čísla.
- Číslo π je transcendentní nad tělesem racionálních čísel, nicméně je algebraické nad tělesem reálných čísel, neboť je kořenem mnohočlenu {\displaystyle g(x)=x-\pi }, jehož kořeny jsou reálnými čísly (a tento příklad lze zřejmým způsobem zobecnit: transcendentní mohou být jen ty prvky nadtělesa L, které nejsou prvky tělesa K).

## Vlastnosti
Následující podmínky jsou pro libovolný prvek a z nadtělesa L ekvivalentní:
- a je algebraické nad K
- tělesové rozšíření {\displaystyle K(a)/K} je konečného stupně, tedy {\displaystyle K(a)} coby vektorový prostor nad tělesem K je konečné dimenze (Značením {\displaystyle K(a)} se rozumí nejmenší podtěleso L obsahující jak a, tak celé K).
- {\displaystyle K[a]=K(a)}, kde {\displaystyle K[a]} označuje množinu všech prvků z L, které mohou být zapsány jako {\displaystyle g(a)}, kde g je nějaký mnohočlen s koeficienty z K.

Dále lze ukázat, že součet, rozdíl, násobek i podíl algebraických prvků nad K je zase algebraickým prvek nad K. Z toho plyne, že množina všech algebraických prvků nad K z tělesa L sama tvoří těleso, které obsahuje K a samo je obsaženo v L.
Pokud je a algebraické nad K, pak existuje mnoho nenulových mnohočlenů splňujících definici. Lze mezi nimi ovšem vybrat jediný, který z nich má nejmenší stupeň a jeho vedoucí koeficient je rovný jedné. Ten se označuje minimální polynom a jeho podoba obsahuje mnohé informace o povaze a.
Tělesa, která nelze rozšířit o další algebraické prvky, se nazývají algebraicky uzavřená. Příkladem takového tělesa je těleso komplexních čísel.